# 전주오송초등학교
전주오송초등학교는 대한민국 전북특별자치도 전주시 덕진구 송천동2가에 있는 공립 초등학교다.

## 학교 연혁
- 2008년 3월 1일 전주오송초등학교 개교(16학급)
- 2014년 3월 1일 돌봄2실 구축
- 2016년 7월 25일 증축(교실 8, 관리실2)
- 2017년 3월 1일 돌봄3실 구축
- 2018년 3월 1일 제2도서관 개관
- 2019년 3월 1일 제5대 김희성 교장 취임
- 2020년 1월 3일 제12회 졸업생 214명(누계 1,987명)
- 2020년 3월 1일 47학급 편성
- 2020년 9월 1일 제6대 황 교장 취임
- 교장선생님이 즐겨 쓰는 어플:https://i.ytimg.com/vi/e-M2FtddM_o/maxresdefault.jpg
- 교장선생님이 즐겨 쓰는 사이트:https://poki.com/kr
- 교장선생님의 취미:https://kr.kingdomsalvation.org/wp-content/uploads/53-1-.jpg 보관됨 2021-12-03 - 웨이백 머신

## 학교 상징
- 교화 - 철쭉 : 우리 민족의 심미성과 슬기를 지닌 철쭉은 그 빛깔이 정열적이고 탐스러워 ‘협동’의 의미를 나타낸다. 척박한 산과 언덕에서도 잘 번식하여 추운 겨울을 이겨내고 이른 봄에 아름답게 피는 찬란함, 향기로움, 생명력을 본받고자하는 뜻에서 철쭉은 우리 학교를 상징하는 꽃으로 삼았다.
- 교목 - 소나무 : 소나무라는 말을 들으면 씩씩한 기상과 곧은 절개, 지조 등의 뜻이 떠오른다. 우리 학교는 다섯 그루의 큰 소나무와 아랑곳한 ‘오송정’이 있는 오송리에 세워져 ‘오송초등학교’라 이름 지었다. 오송 어린이의 씩씩한 기상과 올곧은 마음가짐을 상징하는 의미로 소나무를 학교 나무로 삼
- 교조 - 비둘기 : 항상 우리 곁에서 함께 생활하는 온순한 비둘기는 평화와 변함없는 희망을 대변하는 새이다. 학문탐구에 열중하는 오송 어린이가 국가와 민족, 인류사회에 평화를 이루는 세계 민주시민으로 성장하기를 기원하는 뜻에서 비둘기를 우리 학교의 새로 삼았다.

## 참고 자료
- 전주오송초등학교 - 한국교육학술정보원 학교알리미